# Bahnhof Cóndor
Der Bahnhof Cóndor ist ein ehemaliger Bahnhof an der stillgelegten Bahnstrecke Río Mulato–Sucre im Hochland Boliviens auf einer Höhe von etwa 4790 m. Der Bahnhof war bis zur Eröffnung des Bahnhofs Tangula an der Lhasa-Bahn in Tibet 2006 der zweithöchste Bahnhof der Welt nach dem Bahnhof Galera am Paso Ticlio an der Bahnstrecke Lima–La Oroya in Peru. Der Bahnhof liegt inmitten einer unbewohnten Wüsten-Hochebene.